# فايتفيل (كارولاينا الشمالية)
فاييتفيل (بالإنجليزية: Fayetteville)‏ هي مدينة أمريكية ومركز مقاطعة كومبرلاند في ولاية كارولاينا الشمالية في الولايات المتحدة الأمريكية.

## التركيبة السكانية
حدّد مكتب تعداد الولايات المتحدة بيانات التركيبة السكانية لفاييتفيل في تعداد الولايات المتحدة. في ما يلي، التركيبة السكانية حسب تعدادي 2000 و2010.

### تعداد عام 2000
بلغ عدد سكان فاييتفيل 121,015 نسمة بحسب تعداد عام 2000، وبلغ عدد الأسر 48,414 أسرة وعدد العائلات 31,682 عائلة مقيمة في المدينة. في حين سجلت الكثافة السكانية 311.4 نسمة لكل كيلومتر مربع (806.5/ميل2). وبلغ عدد الوحدات السكنية 53,565 وحدة بمتوسط كثافة قدره 137.8 لكل كيلومتر مربع (356.9/ميل2).
وتوزع التركيب العرقي للمدينة بنسبة 48.76% من البيض و42.42% من الأمريكيين الأفارقة و1.10% من الأمريكيين الأصليين و2.19% من الأمريكيين ذوي الأصول الآسيوية و0.22% من سكان جزر المحيط الهادئ و2.53% من الأعراق الأخرى و2.78% من عرقين مختلطين أو أكثر و5.67% من الهسبانيون أو اللاتينيون من أي عرق.
بلغ عدد الأسر 48,414 أسرة كانت نسبة 36.1% منها لديها أطفال تحت سن الثامنة عشر تعيش معهم، وبلغت نسبة الأزواج القاطنين مع بعضهم البعض 44.7% من أصل المجموع الكلي للأسر، ونسبة 17.1% من الأسر كان لديها معيلات من الإناث دون وجود شريك، بينما كانت نسبة 3.6% من الأسر لديها معيلون من الذكور دون وجود شريكة وكانت نسبة 34.6% من غير العائلات. تألفت نسبة 28.2% من أصل جميع الأسر من عدة أفراد يعيشون في نفس المنزل ونسبة 7.8% كانت تتألف من شخص يعيش بمفرده يبلغ من العمر 65 عاماً أو أكثر. وبلغ متوسط حجم الأسرة المعيشية 2.42، أما متوسط حجم العائلات فبلغ 2.96.
بلغ العمر الوسطي للسكان 31.9 عاماً. وكانت نسبة 25.3% من القاطنين تحت سن الثامنة عشر، وكانت نسبة 11% بين الثامنة عشر والرابعة والعشرين عاماً، ونسبة 30.9% كانت واقعةً في الفئة العمرية ما بين الخامسة والعشرين والرابعة والأربعين عاماً، ونسبة 19.5% كانت ما بين الخامسة والأربعين والرابعة والستين، ونسبة 10% كانت ضمن فئة الخامسة والستين عاماً فما فوق. يوجد لكل 100 أنثى 91.6 ذكر، ويوجد لكل 100 أنثى في الثامنة عشر من عمرها فما فوق 88.1 ذكر.
بلغ متوسط دخل الأسرة في المدينة 38,677 دولارًا، أما متوسط دخل العائلة فبلغ 43,857 دولارًا. وكان متوسط دخل الذكور 30,884 دولارًا مقابل 24,281 دولارًا للإناث. وسجل دخل الفرد الخاص بالمدينة 22,038 دولارًا. وكانت نسبة 7.9% من العائلات ونسبة 9.7% من السكان تحت خط الفقر، وكان من هؤلاء نسبة 14.1% تحت سن الثامنة عشر ونسبة 9.1% في الخامسة والستين من العمر وما فوق.

### تعداد عام 2010
بلغ عدد سكان فاييتفيل 200,564 نسمة بحسب تعداد عام 2010، وبلغ عدد الأسر 78,274 أسرة وعدد العائلات 51,163 عائلة مقيمة في المدينة. في حين سجلت الكثافة السكانية 516.1 نسمة لكل كيلومتر مربع (1,336.7/ميل2). وبلغ عدد الوحدات السكنية 87,005 وحدة بمتوسط كثافة قدره 223.9 لكل كيلومتر مربع (579.9/ميل2).
وتوزع التركيب العرقي للمدينة بنسبة 45.70% من البيض و41.90% من الأمريكيين الأفارقة و1.08% من الأمريكيين الأصليين و2.64% من الأمريكيين ذوي الأصول الآسيوية و0.45% من سكان جزر المحيط الهادئ و3.30% من الأعراق الأخرى و4.93% من عرقين مختلطين أو أكثر و10.10% من الهسبانيون أو اللاتينيون من أي عرق.
بلغ عدد الأسر 78,274 أسرة كانت نسبة 36.7% منها لديها أطفال تحت سن الثامنة عشر تعيش معهم، وبلغت نسبة الأزواج القاطنين مع بعضهم البعض 41.3% من أصل المجموع الكلي للأسر، ونسبة 19.5% من الأسر كان لديها معيلات من الإناث دون وجود شريك، بينما كانت نسبة 4.5% من الأسر لديها معيلون من الذكور دون وجود شريكة وكانت نسبة 34.6% من غير العائلات. تألفت نسبة 28.7% من أصل جميع الأسر من عدة أفراد يعيشون في نفس المنزل ونسبة 7.2% كانت تتألف من شخص يعيش بمفرده يبلغ من العمر 65 عاماً أو أكثر. وبلغ متوسط حجم الأسرة المعيشية 2.45، أما متوسط حجم العائلات فبلغ 3.02.
بلغ العمر الوسطي للسكان 29.9 عاماً. وكانت نسبة 25.8% من القاطنين تحت سن الثامنة عشر، وكانت نسبة 14.5% بين الثامنة عشر والرابعة والعشرين عاماً، ونسبة 28.5% كانت واقعةً في الفئة العمرية ما بين الخامسة والعشرين والرابعة والأربعين عاماً، ونسبة 21.5% كانت ما بين الخامسة والأربعين والرابعة والستين، ونسبة 9.7% كانت ضمن فئة الخامسة والستين عاماً فما فوق. وتوزع التركيب الجنسي للسكان بنسبة 48.4% ذكور و51.6% إناث.

## المناخ
يظهر الجدول التالي التغييرات المناخية على مدار السنة لفاييتفيل:
| البيانات المناخية لـفاييتفيل        | البيانات المناخية لـفاييتفيل | البيانات المناخية لـفاييتفيل | البيانات المناخية لـفاييتفيل | البيانات المناخية لـفاييتفيل | البيانات المناخية لـفاييتفيل | البيانات المناخية لـفاييتفيل | البيانات المناخية لـفاييتفيل | البيانات المناخية لـفاييتفيل | البيانات المناخية لـفاييتفيل | البيانات المناخية لـفاييتفيل | البيانات المناخية لـفاييتفيل | البيانات المناخية لـفاييتفيل | البيانات المناخية لـفاييتفيل |
| الشهر                               | يناير                        | فبراير                       | مارس                         | أبريل                        | مايو                         | يونيو                        | يوليو                        | أغسطس                        | سبتمبر                       | أكتوبر                       | نوفمبر                       | ديسمبر                       | المعدل السنوي                |
| ----------------------------------- | ---------------------------- | ---------------------------- | ---------------------------- | ---------------------------- | ---------------------------- | ---------------------------- | ---------------------------- | ---------------------------- | ---------------------------- | ---------------------------- | ---------------------------- | ---------------------------- | ---------------------------- |
| الدرجة القصوى °ف (°م)               | 81 (27)                      | 85 (29)                      | 97 (36)                      | 96 (36)                      | 102 (39)                     | 105 (41)                     | 107 (42)                     | 110 (43)                     | 106 (41)                     | 101 (38)                     | 88 (31)                      | 86 (30)                      | 110 (43)                     |
| متوسط درجة الحرارة الكبرى °ف (°م)   | 52.7 (11.5)                  | 56.4 (13.6)                  | 64.4 (18.0)                  | 73.5 (23.1)                  | 80.5 (26.9)                  | 87.4 (30.8)                  | 90.3 (32.4)                  | 88.2 (31.2)                  | 82.8 (28.2)                  | 73.7 (23.2)                  | 65.3 (18.5)                  | 55.6 (13.1)                  | 72.6 (22.6)                  |
| المتوسط اليومي °ف (°م)              | 41.6 (5.3)                   | 44.6 (7.0)                   | 51.7 (10.9)                  | 60.3 (15.7)                  | 68.5 (20.3)                  | 76.7 (24.8)                  | 80.3 (26.8)                  | 78.6 (25.9)                  | 72.5 (22.5)                  | 61.9 (16.6)                  | 52.9 (11.6)                  | 44.3 (6.8)                   | 61.2 (16.2)                  |
| متوسط درجة الحرارة الصغرى °ف (°م)   | 30.5 (−0.8)                  | 32.8 (0.4)                   | 39.0 (3.9)                   | 47.2 (8.4)                   | 56.6 (13.7)                  | 66.1 (18.9)                  | 70.4 (21.3)                  | 69.0 (20.6)                  | 62.2 (16.8)                  | 50.0 (10.0)                  | 40.5 (4.7)                   | 33.0 (0.6)                   | 49.8 (9.9)                   |
| أدنى درجة حرارة °ف (°م)             | −2 (−19)                     | −5 (−21)                     | 14 (−10)                     | 20 (−7)                      | 32 (0)                       | 40 (4)                       | 51 (11)                      | 46 (8)                       | 28 (−2)                      | 21 (−6)                      | 15 (−9)                      | 2 (−17)                      | −5 (−21)                     |
| الهطول إنش (مم)                     | 3.64 (92)                    | 3.16 (80)                    | 3.83 (97)                    | 3.06 (78)                    | 3.32 (84)                    | 4.42 (112)                   | 5.37 (136)                   | 5.56 (141)                   | 4.13 (105)                   | 3.03 (77)                    | 2.94 (75)                    | 2.96 (75)                    | 45.42 (1٬154)                |
| متوسط تساقط الثلوج إنش (سم)         | 0.4 (1.0)                    | 0.2 (0.51)                   | 0.2 (0.51)                   | 0.0 (0.0)                    | 0.0 (0.0)                    | 0.0 (0.0)                    | 0.0 (0.0)                    | 0.0 (0.0)                    | 0.0 (0.0)                    | 0.0 (0.0)                    | 0.0 (0.0)                    | 0.2 (0.51)                   | 1.0 (2.5)                    |
| متوسط أيام هطول الأمطار (≥ 0.01 in) | 10.8                         | 9.2                          | 9.5                          | 8.0                          | 8.9                          | 9.8                          | 11.6                         | 10.8                         | 8.2                          | 7.4                          | 7.3                          | 9.8                          | 111.3                        |
| متوسط الأيام المثلجة (≥ 0.1 in)     | 0.1                          | 0.1                          | 0                            | 0                            | 0                            | 0                            | 0                            | 0                            | 0                            | 0                            | 0                            | 0.1                          | 0.3                          |
| المصدر: NOAA                        |                              |                              |                              |                              |                              |                              |                              |                              |                              |                              |                              |                              |                              |

## أعلام
- ارين وينسلو
- دوغ بروشو
- نانسي شاكر
- تينا بروكس
- جيري باتريك هيمينغ
- كاب كلارك
- غاري هال الأب
- إلين شولمان بيكر
- كارل غالبريث
- تيريل ماكنتاير